# Fortepiano
Fortepiano a pianoforte jsou termíny používané k odlišení klavírů z 18. a počátku / poloviny 19. století od moderního klavíru. Název byl odvozen od popisu nástroje Bartolomea Cristoforiho z roku 1700, který Scipione Maffei vytvořil jako „gravicembalo col piano e forte“ („cembalo s tichým a hlasitým“) z roku 1700. Nástroj se stal populárním poté, co Gottfried Silbermann začal vyrábět fortepiana v Německu. Několik z nich koupil Fridrich Veliký a jeho kapelník Carl Philipp Emanuel Bach na ně hrál. 

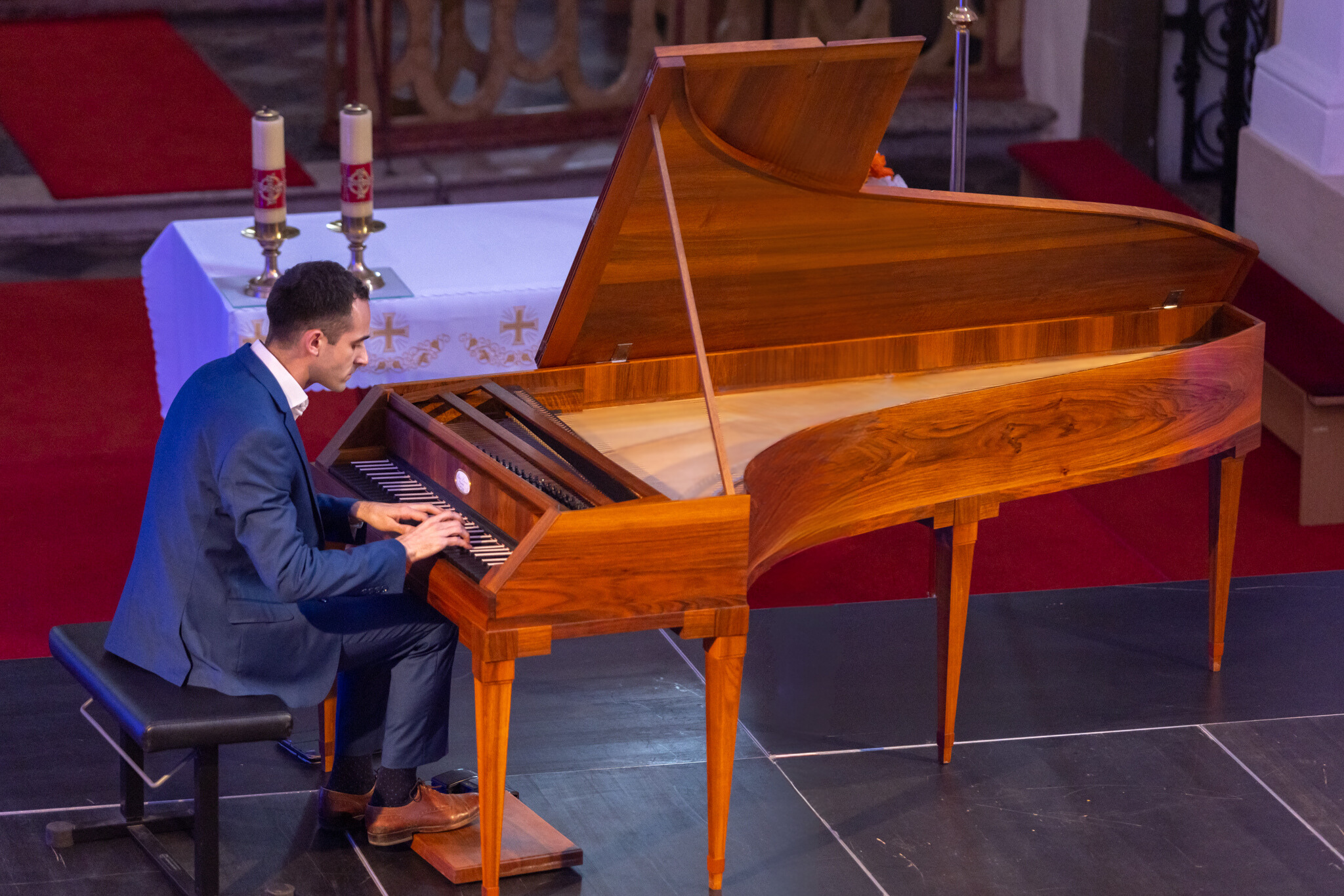
Danilo Mascetti, specialista na fortepiano

Jedním z nejvýznamnějších stavitelů fortepian byl Johann Andreas Stein z německého Augsburgu. Stein vyvinul takzvanou „vídeňskou“ akci, populární na vídeňských klavírech až do poloviny 19. století. Dalším důležitým vídeňským výrobcem klavírů byl Anton Walter. Mozartovo vlastní fortepiano Walter je v současné době v Mozartově muzeu v rakouském Salcburku. Haydn vlastnil také klavír Walter a Beethoven vyjádřil přání si jej koupit. Nejznámějším raně romantickým výrobcem klavírů byl Conrad Graf (1782–1851), který vyrobil Beethovenův poslední klavír. Na jeho nástroje hráli Chopin, Mendelssohn a Schumann. Johannes Brahms měl raději klavíry od Johanna Baptisty Streichera. Mezi stavitele anglické klavírní školy patřili Johannes Zumpe, Robert Stodart a John Broodwood. Významnými výrobci klavírů mezi Francouzi v éře fortepiana jsou Érard, Pleyel (Chopinův oblíbený výrobce) a Boisselot (Lisztův oblíbený výrobce).
Od poloviny 19. století prošlo fortepiano rozsáhlým technologickým vývojem, který umožňoval výrobu novými průmyslovými metodami (podrobnosti viz „klavír“). Na konci 19. století se přestal vyrábět starší typ nástroje. Ve druhé polovině 20. století došlo k velkému nárůstu zájmu o dobové nástroje, včetně oživení zájmu o cembalo a fortepiano. Mezi nejvýznamnější stavitele fortepian z tohoto období ve 20. století patří Philip Belt Margaret F. Hood, Christopher Clark a Paul McNulty.
Znovuoživení fortepiana umožnilo představovat hudbu 18. a počátku 19. století na nástrojích, pro které byla napsána, a přineslo nové pohledy na tuto hudbu. Stále více hudebních škol otevírá studijní kurzy hry na fortepiano. Existuje několik soutěží na fortepiano, včetně MA soutěže v Bruggách a Mezinárodní Chopinovy soutěže na dobových nástrojích, pořádané Národním institutem Fryderyka Chopina ve Varšavě.
Řada moderních cembalistů a pianistů dosáhla vysokého uznání za svá vystoupení na fortepiano, jsou jimi: Paul Badura-Skoda, Malcolm Bilson, Andras Schiff, Kristian Bezuidenhout, Ronald Brautigam, Alexej Lubimov, duet Katie a Marielle Labèque, Yuan Sheng, Gary Cooper, Jörg Demus, Richard Egarr, Richard Fuller, Robert Hill, Geoffrey Lancaster, Vladimir Feltsman, Robert Levin, Steven Lubin, Bart van Oort, Trevor Pinnock, Viviana Sofronitsky, Andreas Staier, Melvyn Tan, Jos van Immerseel a Olga Paščenko a další.